# 8222 Ґеллнер
8222 Ґеллнер (8222 Gellner) — астероїд головного поясу, відкритий 22 липня 1996 року.
Тіссеранів параметр щодо Юпітера — 3,644.